# 徐秉洙
徐秉洙（韓語：서병수，1952年1月9日—），大韓民國保守派政治人物，曾任釜山廣域市長，現任國會議員。弟弟為徐範洙。

## 生平
出身於西江大學經濟學系，2000年出任釜山市海雲臺區廳長而步入政壇。
2014年6月4日，在大韓民國第六屆地方選舉中以797,926票擊敗前代理市長兼獨立候選人的吳巨敦，當選釜山廣域市長。
2018年6月14日，於第七屆地方選舉尋求連任的徐秉洙敗給了四年前的對手吳巨敦。
2020年4月15日，投入國會選舉釜山鎮區甲當選，重返國會。